# هواشناسی مقیاس سینوپتیک
در هواشناسی، مقیاس سینوپتیک (به انگلیسی: synoptic scale) یا مقیاس همدیدی که مقیاس بزرگ و مقیاس چرخندی نیز نامیده می‌شود، به مقیاس طول افقی با مرتبه بزرگی ۱٬۰۰۰ کیلومتر (۶۲۰ مایل) یا بیشتر گفته می‌شود. مقیاس سینوپتیک یا همدید یک مقیاس خاص از حرکت اتمسفر با طیف معمولی در ابعاد صدها کیلومتر، از جمله پدیده‌هایی مانند چرخندها و چرخندهای حاره‌ای را گویند. مقیاس سینوپتیک مربوط به یک مقیاس افقی معمول در وافشارهای عرض‌های جغرافیایی میانی (مانند چرخندهای برون‌حاره‌ای) است. بیشتر مراکز پرفشار و کم‌فشار که بر روی نقشه هواشناسی دیده می‌شوند، سامانه‌های مقیاس سینوپتیک هستند که توسط مکان امواج راسبی در نیم‌کره مربوط به خود هدایت می‌شوند. مراکز کم‌فشار و نواحی جبهه‌ای مرتبط با آنها در لبه جلویی یک ناوه در الگوی موج راسبی قرار دارند، در حالی که مراکز پرفشار در لبه پشتی ناوه شکل می‌گیرند. بیشتر مناطق بارش در نزدیکی مناطق جبهه‌ای رخ می‌دهند.

## واژه‌شناسی
سینوپتیک واژه‌ای یونانی است که به معنی همدید، هم‌نظر و هم‌نوا می‌باشد. اصطلاح هواشناسی سینوپتیک یا هواشناسی همدیدی شاخه‌ای از هواشناسی است که به تحلیل و مطالعهٔ داده‌های جوّی هم‌زمان‌گردآوری‌شده از منطقه‌ای وسیع می‌پردازد و اشاره به استفاده از اطلاعات هواشناسی به دست آمده به‌طور هم‌زمان در یک منطقه وسیع به منظور ارائه تصویر جامع و تقریباً لحظه‌ای از حالت جوّ است؛ بنابراین، برای یک هواشناس، سینوپتیک یا همدید به معنای کاربرد داده‌های هواشناختی به‌دست‌آمده از دیدبانی هم‌زمان، از منطقه‌ای وسیع، برای ارائهٔ تصویر جامع و تقریباً لحظه‌ای حالت جوّ با در نظر گرفتن مفاهیم هواشناسی تکمیلی و اطلاعات اضافی هم‌زمان است. نقشهٔ همدیدی یا سینوپتیک به هر نقشه یا نمودار هواشناسی همراه با داده‌ها و تحلیل‌های هواشناسی گفته می‌شود که حالت جوّ را در گستره‌ای وسیع و در زمانی معین توصیف می‌کند. به پیش‌بینی براساس تحلیل مجموعه‌ها یا نقشه‌های سینوپتیک، پیش‌بینی همدیدی یا سینوپتیک گفته می‌شود.

## ایستگاه سینوپتیک
ایستگاه‌های سینوپتیک هواشناسی ایستگاه‌هایی هستند که به‌طور هم‌زمان در سراسر دنیا بر اساس ضوابط و مقررات سازمان جهانی هواشناسی به‌طور ۲۴ ساعته موظف به اندازه‌گیری و تهیه پارامترهای جوی و ارسال آن‌ها در شبکه مخابراتی، به ترتیب سه ساعت به سه ساعت به نام سینوپ و ساعت به ساعت به نام متار می‌باشند و برحسب مورد استفاده دارای انواع مختلف هستند.
ایستگاه‌های سینوپتیک :۱- اصلی ۲- تکمیلی ۳- فرودگاهی،
در ایران ایستگاه‌های اصلی هواشناسی وابسته به سازمان هواشناسی را گویند. در این ایستگاه‌ها آمار دما، بارندگی، نم نسبی، باد، تبخیر و سایر متغیرهای هواشناسی به صورت منظم ساعت به ساعت و روزانه اندازه‌گیری می‌شود.